# Litavis
Litavis (ook bekend als Litauis, Litaui, Litauia, en Llydaw) is een godin in de Keltische mythologie. Haar naam komt voor op inscripties in Aignay-le-Duc en Mâlain aan de Franse Côte-d'Or,
Daarin wordt zij samen met de Gallo-Romeinse god Mars Cicolluis aangeroepen op een wijze die doet vermoeden dat ze als zijn echtgenote werd beschouwd.
In een Latijnse inscriptie in Narbonne (ver in het zuiden van Gallië), vindt men de woorden “MARTI CICOLLUI ET LITAVI” (“Mars Cicolluis en Litavis”).

## Etymologie
“Letavia” of “Letauia” kan afgeleid worden uit de Proto-Indo-Europese wortel *pelHa- "vlak uitspreiden", via een zero-grade suffix formatie, *PltHa-wiH, betekenend "De uitgebreide". Aldus zou de naam vergeleken kunnen worden met de Vedische aardgodin Prthvi en de Griekse plaatsnaam Plataia, wat er zou op wijzen dat Letavis oorspronkelijk de aarde vertegenwoordigde was.
In Latijnse teksten wordt Britanny of Llydaw als “Letavia” weergegeven (quae antiquitus letauia sive armorica uocata est [“die in oude tijden Letavia of Armorica werd genoemd”] uit de kroniek van Robert de Torigni en in partes letaniae quae pars est armoricae siue britanniae minoris [“in de regio's van Letania, die deel uitmaken van Armorica of Klein-Brittannië”] uit het leven van Sint Goulven, waaruit de algemeen voorkomende verwisseling van u/v en n in middeleeuwse manuscripten blijkt). “Letavia” kan worden afgeleid van “Litavis,” wat de naam van de regio “Land van Litavis” zou doen betekenen.
Abnoba · 
Ancamna ·
Andarta ·
Andraste ·
Anu ·
Artio · 
Arduinna · 
Arvernorix · 
Aufaniae · 
Ategnissa · 
Aveta · 
Badb ·
Banba ·
Belenos ·
Belisama · 
Bormo · 
Branwen ·
Breg ·
Bres ·
Breogán ·
Brigantia · 
Bussurigios · 
Cailleach ·
Camulos ·
Caturix · 
Cernunnos ·
Cicollos · 
Cissonius · 
Cú Chulainn ·
Dagda ·
Danu ·
Domnu ·
Epona ·
Ériu ·
Esus ·
Fand ·
Fódla ·
Gontia · 
Grannus · 
Gwendolyn ·
Herecura · 
Icovellauna · 
Intarabis · 
Inciona ·
Iouga ·
Lí Ban ·
Litavis · 
Llŷr ·
Loucetius · 
Lugh ·
Lugos · 
Luxovius ·
Macha ·
Marrigu ·
Matres ·
Mogons · 
Mogontia · 
Morrigan ·
Nemain ·
Nemetona · 
Ogma ·
Ogmios · 
Poeninus · 
Ritona · 
Rhenus · 
Rosmerta · 
Seela ·
Sequana ·
Sídhe ·
Suleviae ·
Taranis · 
Toutiorix · 
Teutanus · 
Teutates ·
Tuatha Dé Danann ·
Vassocaletis · 
Vellaunus ·
Vosegus · 
Xulsigiae